# Gać (Redzikowo)
Gać (deutsch Gatz) ist ein Dorf in der polnischen Woiwodschaft Pommern und gehört zur Landgemeinde Redzikowo (Reitz) im Powiat Słupski (Stolper Keis).

## Geographische Lage
Das Dorf liegt in Hinterpommern, unmittelbar am Südufer der Motz, etwa zwölf Kilometer westlich von Stolp.
Nachbargemeinden des Orts sind: im Westen Pałowo (Alt Paalow) und Pieszcz (Peest), im Norden Swołowo (Schwolow), im Osten Redęcin (Reddentin) und im Süden Sycewice (Zitzewitz).

## Geschichte
Der historischen Dorfform nach ist Gatz ein kleines Gassendorf. Bereits aus vorgeschichtlicher Zeit stammt der Burgwall bei der Gatzer Mühle im Motztal. 1463 war der Ort im Besitz der Familie von Below, die es insgesamt 408 Jahre besessen hat. Das gegen Ende des 14. Jahrhunderts gebaute Gutshaus war eine dreiseitige Wasserburg, im oberen Bereich als Fachwerkbau errichtet.
Im Jahre 1772 wurden mittels königlich-preußischer Sondergelder Bodenverbesserungen vorgenommen und neue Bauern angesiedelt. Um 1780 kam das Dorf vom Landkreis Schlawe i. Pom. in den Landkreis Stolp. Damals hatte der Ort ein Vorwerk, eine Wassermühle, eine Kalkbrennerei und eine Ziegelei, drei Bauern, zwei Halbbauern, drei Kossäten, eine Schmiede und ein Schulhaus.
1871 erwarb Wilhelm von Zitzewitz auf Zitzewitz durch Kauf Gatz und einen Anteil von Nitzlin von Hauptmann Valerian von Below. 1925 ging der Besitz auf seinen Sohn Heinrich von Zitzewitz über, von ihm an seinen Sohn Wilhelm von Zitzewitz, den letzten Gutsherrn auf Zitzewitz.
Am 1. April 1927 hatte das Gut Gatz eine Flächengröße von 639 Hektar, und am 16. Juni 1925 hatte der Gutsbezirk 304 Einwohner. Am 30. September 1928 wurde der Gutsbezirk Gatz in die Landgemeinde Gatz eingegliedert.
Anfang der 1930er Jahre hatte die Landgemeinde Gatz eine Flächengröße von 7,7 km². Innerhalb der Gemeindegrenzen standen insgesamt 44 bewohnte Wohnhäuser an fünf verschiedenen Wohnstätten:
1. Büchenhof (Vorwerk, südwestlich des Dorfkerns)
2. Gatz
3. Gatzer Wassermühle (südwestlich des Dorfkerns im Motztal)
4. Karlshöhe (südlich des Dorfkerns an der Straße nach Zitzewitz)
5. Rosengarten (westlich des Dorfkerns)

Die Anzahl Einwohner auf dem Vorwerk Büchenhof ist heute einstellig.
Vor 1945 bildete Gatz eine Landgemeinde im Landkreis Stolp, Regierungsbezirk Köslin, der preußischen Provinz Pommern des Deutschen Reichs. Gatz war Sitz des Amtsbezirks Gatz.
Gegen Ende des Zweiten Weltkriegs wurde Gatz am 7. März 1945 von Truppen der Roten Armee besetzt. Nach Beendigung der Kampfhandlungen wurde die Region anschließend zusammen mit ganz Hinterpommern seitens der sowjetischen Besatzungsmacht der Volksrepublik Polen zur Verwaltung überlassen. Es kam zu Plünderungen und anderen Übergriffen gegenüber der Dorfbevölkerung. Gatz wurde unter der polonisierten Ortsbezeichnung ‚Gać‘ verwaltet.
In der Folgezeit wurde die gesamte einheimische Dorfbevölkerung  von der polnischen Administration vertrieben.
Später wurden in der BRD 95 und in der DDR 123 aus Gatz vertriebene Dorfbewohner ermittelt.
Das Dorf gehörte von 1946 bis 1998 zur Woiwodschaft Stolp.

### Demographie
| Jahr | Einwohner | Anmerkungen                                        |
| ---- | --------- | -------------------------------------------------- |
| 1910 | 462       | davon 86 in der Landgemeinde und 376 im Gutsbezirk |
| 1925 | 384       | ausnahmslos Evangelische                           |
| 1933 | 331       | [ 9 ]                                              |
| 1939 | 296       | [ 9 ]                                              |

### Im Ort geborene Persönlichkeiten
- Gustav von Below (1790–1843), vom Pietismus beeinflusster religiöser Sektierer, Vorläufer der Pfingstbewegung

## Amtsbezirk Gatz
Vor 1945 bildete die Gemeinde Gatz zusammen mit der Gemeinde Zitzewitz den Amtsbezirk Gatz im Landkreis Stolp im Regierungsbezirk Köslin der preußischen Provinz Pommern. Gatz war außerdem Sitz des Standesamtes, während der Gendarmeriebereich Kublitz (Kobylnica) und der Amtsgerichtsbezirk Stolp war.

## Kirche
Vor 1945 war Gatz überwiegend evangelisch. Das Dorf gehörte mit Birkow, Reddentin, Zitzewitz und Reblin zum Kirchspiel Symbow. Es lag im Kirchenkreis Stolp-Stadt in der Kirchenprovinz Pommern der Kirche der Altpreußischen Union.

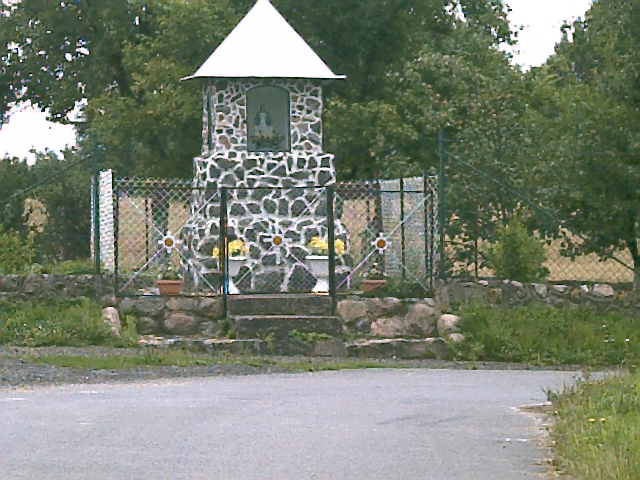
Bildstock im Dorf

### Polnisches Kirchspiel seit 1945
Die seit 1945 und Vertreibung der einheimischen Dorfbewohner anwesende polnische Einwohnerschaft ist überwiegend katholisch. Der Ort gehört zur Pfarrei Sycewice im Dekanat Słupsk Zachód (Stolp-West) im Bistum Köslin-Kolberg der Katholischen Kirche in Polen. 
Die wenigen evangelischen Kirchenglieder sind in das Kirchspiel der Kreuz-Kirchengemeinde Stolp in der Diözese Pommern-Großpolen der Evangelisch-Augsburgischen Kirche in Polen eingegliedert.

## Schule
1809 ist in Gatz ein Schulhaus errichtet worden. Im Jahre 1932 war die Schule einstufig und hatte eine Klasse, einen Lehrer und 53 Schulkinder.

## Verkehr
Der Ort ist von Sycewice (Zitzewitz) an der Landesstraße 6 (ehemalige deutsche Reichsstraße 2, heute auch Europastraße 28) Danzig–Stettin aus in vier Kilometern zu erreichen. Sycewice ist auch die nächste Bahnstation an der Staatsbahnlinie Nr. 202 Danzig–Stargard (Pommern).